# Раздор (Камызякский район)
Раздор — село в Камызякском районе Астраханской области России. Административный центр Раздорского сельсовета. Население 1320 человек (2013), из них: русские — 70 %, казахи — 26 % (2002).

## История
Образование села Раздор относится к 1890 г. Раньше на месте села густой стеной стоял камыш. Здесь протекали две речки: Большая Чёрная и Малая Чёрная. Реки эти были глубокими, в них водилось много рыбы, а в прибрежных зарослях камыша — дичь. Первыми жителями села были три брата Поротиковы: Григорий, Зиновий и Яков. Они уехали из села Голодяевка (с. Пришиб Енотаевского района) и приехали на рыбные места, так как время было голодное. Вот и решили они обосноваться на новых, малообжитых местах, в надежде, что эта земля спасёт их земли от голода. Первый дом они поставили на месте бывшей сельской библиотеки, второй размещался около бывшего управления колхоза «Коммунар», а третий дом там, где до недавнего времени жила пенсионерка Лунёва П. несколько дней они корчевали камыши, выжигали землю, а потом из этого камыша строили дома. Позже ещё приехали ещё четыре брата Поротиковых. Дома находились на определённом расстоянии друг от друга с той целью, чтобы рядом поселились все родные — Поротиковы. Но сделать этого им не удалось. Село стало быстро заселяться приезжими. И к 1896 г. здесь было уже большое село. Жители занимались рыболовством, появилось и своя тоня с названием Раздир. Это название она получила из-за того, что в то время река была большая и полноводная. Разделяла реку отмель, здесь и ставили рыбаки сети, так как место считалось удачным для рыбной ловли. По одной версии сети как бы делили, раздирали речку пополам. По другой, сильное течение разделяло невод надвое. И стали село называть «Раздир». Спустя пять лет в селе уже было 500 дворов и три широкие улицы. И жители решили заменить название Раздир на Раздор, более благозвучное. Так и называется до сих пор. Село разрасталось очень быстро, сюда ехали со всех мест. Людей привлекали рыбьи и охотничьи места. Позже была построена больница с функциями роддома, мельница, склады, школа, контора, магазин, церковь. Славился Раздор и своими садами, и рыбацкими песнями, без которых не обходился не один сельский праздник.
Большим событием для жителей села было строительство церкви в честь Покрова Пресвятой Богородицы. Рассказывают, что так как в Раздоре было большинство переселенцев из села Пришиб, то и церковь перевезли оттуда. Помогли её перевести рыбопромышленник Агабабов Давид Григорьевич и его помощник Поляновский. В годы советской власти из области пришло постановление закрыть церковь. Позже на этом мете был поставлен сельский клуб.(Сведения об освещении храма см. в статье «Освящение храма в посёлке Раздор с прихода Каралата, Астраханского уезда»).
В 1906 в селе уже существовала школа, в документах она называется «одноклассным училищем». 22 сентября 1906 г. утверждён в должности законоучителя Раздоринского одноклассного училища священник Михаил Началов (газета "Астраханские епархиальные ведомости № 19 от1 октября 1906 г.). Заведующим школы был Щетинин Григорий Иванович (1889—1975 гг.). В числе учителей известна Валентина Александровна Вздорова.28 сентября у заведующего училищем МНП Григория Ивановича Щетинина и его жены Юлии Иосифовны родилась дочь Антонина. Крестили её 1 октября. Крёстная мать Валентина Александровна Вздорова- учительница училища МНП. Крёстный отец Александр Ефимович Солёнов — крестьянин с. Вертячьего Чулковской волости Броницкого уезда Московской губернии. (метр. записи о родившихся в 1911 г.) В метрических документах упоминается ещё одна учительница — Селеченкова Евгения Михайловна. 6 июля 1906 г. утверждён в должности церковного старосты посёлка Раздор Астраханского уезда крестьянин Андрей Востриков (газета «Астраханские епархиальные ведомости № 15 от 1 августа 1906 г.») Священником в 1911 году в Покровской церкви служил Сергий Кораблёв, псаломщиками при нём были Сергий Горбачёв и Иван Петрович Чернобровкин (Метрические записи о бракосочетавшихся в 1911г Покровской церкви Астраханского уезда). В 1916—1917 гг. заведующим школы был Пётр Иванович Зотов, законоучителем Сергей Кораблёв, учителя — Елена Григорьевна Холодова и Вера Николаевна Пигина. В те же годы в селе существовало Раздорское отделение Астраханского общества садоводства, огородничества и полеводства. Состав: председатель — священник Сергей Кораблёв, его товарищ — Иван Матвеевич Сизов, казначей — Фёдор Никифорович Глущенко, секретарь — учитель Пётр Иванович Глущенко, члены совета — З. И. Винокуров, Е. И. Лунёв, Кузьма Иванович Поротиков, Дмитрий С. Ватунский, Андрей Ф. Востриков, Н. А. Поротиков, И. С. Васильев, Сергей М. Котенко (Вся Астрахань и весь Астраханский край. Памятная книга Астраханской губернии на 1916—1917 гг. Астрахань 1916 г.).
С 1918 по 1919 гг. Раздор являлся волостным центром. Раздорская волость Астраханского уезда. Раздорская волость образована из части Каралатской волости в 1918 году, упразднена в феврале 1919 года, территория включена в состав Камызякской волости (до 1918 г. Каралатская волость Астраханского уезда). («Астраханская область». Справочник по административно-территориальному делению(1918—1983 гг. Нижневолжское книжное издательство. Волгоград, 1984 г.)
Первые переселенцы Поротиковы, Булычёвы, Лунёвы, Востриковы, Васильевы прибыли из села Пришиб. Сюда они переселялись и в начале 20 века.

## География
Раздор расположен в пределах Прикаспийской низменности в южной части Астраханской области, в дельте реки Волги и находится на острове, образованном реками Тузуклей и Большая и Малая Чёрная, по левому берегу рек Большой и Малой Чёрной.
Абсолютная высота 25 метров ниже уровня моря
.
Уличная сеть
состоит из 17 географических объектов:
- Переулки: Кирова пер., Колхозный пер., Комсомольский пер., Молодежный пер., Октябрьский пер., Паромный пер., Партизанский пер., Первомайский пер., Пионерский пер., Пушкина пер., Рабочий пер., Чехова пер.
- Улицы: ул. Молодежная, ул. Набережная 1 Мая, ул. Октябрьская, ул. Победы, ул. Степная

Климат
умеренный, резко континентальный, характеризуется высокими температурами летом и низкими — зимой, малым количеством осадков, а также большими годовыми и летними суточными амплитудами температуры воздуха.

## Население
| 2002 | 2010  | 2013  |
| ---- | ----- | ----- |
| 1315 | ↘1208 | ↗1320 |

Национальный и гендерный состав
По данным Всероссийской переписи в 2010 году, численность населения составляла 1208 человек (600 мужчин и 608 женщин, 49,7 и 50,3 %% соответственно).
Согласно результатам переписи 2002 года, в национальной структуре населения русские составляли 70 %, казахи 26 % от общей численности населения в 1316 жителей.

## Инфраструктура
Раздорская СОШ им. А. П. Гужвина. Детский сад.
Фельдшерско-акушерский пункт.
дом культуры.
Администрация МО с. Раздор МУ
Мостовой переход через Большую Чёрную.
Пристань

## Транспорт
Стоит у региональной автодороги Камызяк — Тузуклей (идентификационный номер 12 ОП РЗ 12Н 87). Остановка общественного транспорта «Раздор».
Водный транспорт.